# Detonație (motor)
Detonația care apare în motoarele cu aprindere prin scânteie, este un fenomen de ardere anormală a amestecului carburant în cilindri, caracterizat prin faptul că, deși arderea începe corect, în momentul apariției scânteii, ea nu continuă doar prin avansarea frontului de flacără, ci în restul camerei de ardere apar zone în care amestecul carburant se autoaprinde, determinând o funcționare anormală a motorului.
Detonația din motoare nu este propriu-zis o explozie, ci o succesiune de arderi rapide, care produc unele efecte asemănătoare exploziilor.

## Efectele detonației în motoarele cu ardere internă
Prin anii 1930 încercările de a mări raportul de comprimare al motoarelor cu aprindere prin scânteie (MAS) peste 3 ... 4 s-a văzut limitată de apariția unui fenomen perturbator, cu efectele:
- micșorarea puterii indicate și a randamentului indicat al motorului,
- scăderea temperaturii gazelor de evacuare,
- apariția fumului în gazele de evacuare,
- creșterea pierderilor de căldură prin sistemul de răcire al motorului,
- supraîncălzirea motorului, creșterea temperaturii cilindrului,
- funcționarea brutală, trepidantă,
- apariția unui zgomot metalic caracteristic,
- durabilitatea scăzută a motorului datorită supraîncălzirii pistonului (fapt care poate duce la arderea sau chiar spargerea lui), uzarea rapidă a cămășii cilindrului și a cuzineților, fisurarea izolantului bujiilor.

Fenomenul a primit denumirea de detonație.

## Descrierea fenomenului
Detonația este determinată de reacțiile chimice care au loc în fața frontului de flacără. Se formează peroxizi organici și aldehide, care, datorită neomogenității termice și chimice din camera de ardere favorizează apariția de nuclee de flacără rece, care inițial se propagă în amestec cu viteze de zeci de metri pe secundă. Nucleele de flacără rece determină apariția nucleelor de flacără albastră, care se propagă mai repede. În final, apar o succesiune de autoaprinderi locale ale amestecului carburant în volume învecinate, frontul de flacără deplasându-se aparent cu viteze de 1 – 2 km/s. Se consideră că detonația în MAS este un proces de aprindere polistadială la temperatură joasă.